# Шапиро, Иосиф Наумович
Иосиф Наумович Шапиро (1887 год, Минск, Минский уезд, Минская губерния, Российская империя — 1961 год, Ленинград, РСФСР, Советский Союз) — советский учёный, медик-уролог.

## Биография
Иосиф Наумович Шапиро родился в Минске в еврейской семье Неваха Мовшовича Шапиро. Кроме Иосифа в семье было ещё 8 детей, шесть сыновей и две дочери. Два его брата также были врачами, один из них Моисей Наумович Шапиро врач-травматолог, заместитель наркома здравоохранения Киргизской ССР. Советский кинооператор Евгений Шапиро приходился ему племянником, сыном родного брата Вениамина.
Медицинское образование получил на медицинском факультете Мюнхенского Университета (1908—1918), который окончил со степенью доктора медицины. Работал в клинике немецкого врача-уролога Джеймса Израэля. После возвращения в Россию работал урологическом отделении Обуховской больницы в Санкт-Петербурге, под руководством Бориса Николаевича Хольцова.
По приглашению Хольцова с 1925 года преподавал в Государственном институте медицинских знаний (ныне Северо-Западный государственный медицинский университет имени И. И. Мечникова, приват-доцент (1930).
После начала Великой Отечественной войны Шапиро назначается консультантом-урологом Северного фронта, работал главным хирургом эвакгоспиталей Кировской области, а в 1942—1945 годах был заместителем главного хирурга и главным урологом эвакогоспиталей Наркомздрава РСФСР.
Профессор Иосиф Наумович Шапиро умер в 1961 году, был похоронен на Преображенском еврейском кладбище Санкт-Петербурга.

## Публикации
- Шапиро, И.Н. Огнестрельные ранения органов мочевой и половой системы. — Ленинград: 2-й Ленингр. мед. ин-т, 1941. — 44 с.
- Шапиро, И.Н. Огнестрельные повреждения органов мочевой и половой. — Киров: Кировск. обл. изд-во, 1942. — 31 с.